# Olivier Patience
Olivier Patience, né le 25 mars 1980 à Évreux (Eure), est un joueur de tennis français qui réside actuellement à Boulogne-Billancourt.

## Biographie
Il est licencié du club ébroïcien de l'EAC Tennis dont il remporte le tournoi à de nombreuses reprises et gagne la Coupe Davis Junior avant de commencer sa carrière professionnelle en 1998.
Il atteint sa première finale dans un challenger en 2000 à Contrexéville, il lui faut attendre 2003 pour remporter son premier challenger à Manerbio, en Italie.
Mais c'est en 2004 qu'il réalise ses plus grosses performances, atteignant notamment le 3e tour de l'Open d'Australie grâce à des victoires sur Igor Andreev et Nikolay Davydenko et le 2e tour à Roland-Garros ce qui lui permet d'atteindre son meilleur classement mondial : 87e.
En 2005, il remporte deux challengers : Saint Brieuc et Rome et passe un tour à Roland-Garros. À Wimbledon, il perd en qualification contre Chris Guccione 4-6, 7-6 et 23-21.
En 2006, il remporte les challengers de Lugano, Reggio Emilia, San Remo et atteint les demi-finales de l'International Series de Costa Do Sauipe. Il perd au premier tour à Roland-Garros contre Ivo Karlović en trois sets (7-66, 7-61, 7-610).
En 2007, il passe les deux premiers tours de Roland-Garros en battant son compatriote Jonathan Eysseric en quatre sets puis l'Argentin Mariano Zabaleta spécialiste de la terre battue en 5 sets (7-5, 6-3, 3-6, 2-6, 6-4). Il perd au 3e tour face au Serbe Novak Djokovic après une superbe lutte de cinq sets (7-6, 2-6, 3-6, 7-6, 6-3), de 4 h 04 de jeu. Il a été à 2 points du match sur le service de Djokovic dans le quatrième set à 5-4.
En 2008, il est éliminé au premier tour de Roland-Garros par son compatriote Michaël Llodra en 4 sets (6-3, 6-7, 3-6, 5-7). Il remporte le tournoi challenger de Tcherkassy (terre battue) le 7 septembre 2008.
En 2012, il remporte à Roland-Garros le Championnat de France seconde série (Critérium) en finale face à Xavier Pujo (6-1, 6-0),.
Après avoir arrêté sa carrière professionnelle en 2012, il consacre du temps à sa passion du golf .

## Parcours dans les tournois duGrand Chelem

### En simple
| Année | Open d'Australie | Open d'Australie  | Internationaux de France | Internationaux de France | Wimbledon       | Wimbledon      | US Open         | US Open            |
| ----- | ---------------- | ----------------- | ------------------------ | ------------------------ | --------------- | -------------- | --------------- | ------------------ |
| 1999  | —                | —                 | Q2                       | A. Calleri               | —               | —              | —               | —                  |
| 2000  | Q1               | J.-R. Lisnard     | Q2                       | José Acasuso             | Q2              | J.-F. Bachelot | —               | —                  |
| 2001  | Q3               | Nenad Zimonjić    | Q1                       | M. Russell               | —               | —              | —               | —                  |
| 2002  | 1er tour (1/64)  | Attila Savolt     | Q1                       | Edgardo Massa            | —               | —              | —               | —                  |
| 2003  | Q2               | Joachim Johansson | Q2                       | Tomáš Zíb                | —               | —              | —               | —                  |
| 2004  | 3e tour (1/16)   | James Blake       | 2e tour (1/32)           | Lee Hyung-taik           | 1er tour (1/64) | Carlos Moyà    | 1er tour (1/64) | Sébastien Grosjean |
| 2005  | 1er tour (1/64)  | Rainer Schüttler  | 2e tour (1/32)           | David Ferrer             | —               | —              | —               | —                  |
| 2006  | Q3               | Alex Bogomolov    | 1er tour (1/64)          | Ivo Karlović             | —               | —              | 1er tour (1/64) | Olivier Rochus     |
| 2007  | 1er tour (1/64)  | Jonas Björkman    | 3e tour (1/16)           | Novak Djokovic           | —               | —              | —               | —                  |
| 2008  | 1er tour (1/64)  | Kristof Vliegen   | 1er tour (1/64)          | Michaël Llodra           | —               | —              | —               | —                  |
| 2009  | Q3               | Peter Polansky    | Q1                       | Riccardo Ghedin          | —               | —              | —               | —                  |
| 2010  | —                | —                 | 1er tour (1/64)          | Thiemo de Bakker         | —               | —              | —               | —                  |
| 2011  | Q1               | Greg Jones        | Q1                       | Jaroslav Pospíšil        | —               | —              | —               | —                  |

N.B. : à droite du résultat se trouve le nom de l'ultime adversaire.

### En double
| Année | Open d'Australie            | Open d'Australie        | Internationaux de France     | Internationaux de France    | Wimbledon | Wimbledon | US Open | US Open |
| ----- | --------------------------- | ----------------------- | ---------------------------- | --------------------------- | --------- | --------- | ------- | ------- |
| 2000  | —                           | —                       | 2e tour (1/16) J.-R. Lisnard | J. Boutter F. Santoro       | —         | —         | —       | —       |
| 2001  | —                           | —                       | —                            | —                           | —         | —         | —       | —       |
| 2002  | —                           | —                       | 1er tour (1/32) J. Varlet    | B. Bryan M. Bryan           | —         | —         | —       | —       |
| 2003  | —                           | —                       | —                            | —                           | —         | —         | —       | —       |
| 2004  | —                           | —                       | 1er tour (1/32) O. Mutis     | K. Kučera T. Perry          | —         | —         | —       | —       |
| 2005  | —                           | —                       | 1er tour (1/32) O. Mutis     | G. Etlis M. Rodriguez       | —         | —         | —       | —       |
| 2006  | —                           | —                       | 1er tour (1/32) N. Devilder  | K. Vliegen R. Wassen        | —         | —         | —       | —       |
| 2007  | 1er tour (1/32) S. Grosjean | M. Bhupathi R. Štěpánek | —                            | —                           | —         | —         | —       | —       |
| 2008  | —                           | —                       | 2e tour (1/16) N. Devilder   | J. I. Chela L. A. Ker       | —         | —         | —       | —       |
| 2009  | —                           | —                       | —                            | —                           | —         | —         | —       | —       |
| 2010  | —                           | —                       | —                            | —                           | —         | —         | —       | —       |
| 2011  | —                           | —                       | 1er tour (1/32) É. Prodon    | P. Andújar D. Gimeno-Traver | —         | —         | —       | —       |

N.B. : le nom du ou de la partenaire se trouve sous le résultat ; le nom des ultimes adversaires se trouve à droite.

## Classement ATP en fin de saison

### Simple
| Année | 1998 | 1999 | 2000 | 2001 | 2002 | 2003 | 2004 | 2005 | 2006 | 2007 | 2008 | 2009 | 2010 | 2011 |
| Rang  | 1059 | 283  | 324  | 275  | 222  | 165  | 119  | 151  | 100  | 108  | 144  | 343  | 195  | 464  |

### Double
| Année | 1998 | 1999 | 2000 | 2001 | 2002 | 2003 | 2004 | 2005 | 2006 | 2007 | 2008 | 2009 | 2010 | 2011 |
| Rang  | 1170 | 282  | 236  | 691  | 855  | 1115 | 661  | 571  | 399  | 744  | 442  | 496  | 796  | 1078 |

## Meilleures performances
- Open d'Estoril 2007 (terre battue) : bat au 1er tour (1/16)  Nikolay Davydenko (no 4) 7-5, 6-1[8]
- Tournoi de tennis du Brésil 2006 (terre battue) : bat au 2e tour (1/8)  Gastón Gaudio (no 9) 6-2, 6-2[9]
- Barcelone 2004 (terre battue) :	bat au 2e tour (1/16)  Juan Ignacio Chela (no 20) 1-6, 6-4, 6-4